# کیوئلز، پرتغال
شهر کِلوز (به پرتغالی: Queluz, Portugal) در سینترا در کشور پرتغال واقع شده است. جمعیت این شهر ۱۱۶٬۱۲۴ نفر است. در تاریخ ۲۴ ژوئیه ۱۹۹۷ به عنوان شهر شناخته شد.